# Testimonios cuáqueros
Los testimonios cuáqueros o testimonios del cuaquerismo son enunciados tradicionales de la fe cuáquera, que expresan la visión de los miembros de la Sociedad Religiosa de los Amigos (cuáqueros) en relación a Dios y al mundo. Estos testimonios deben considerarse globalmente y no independientemente, ya que precisamente son interdependientes. En tanto sistema filosófico, se los puede entender y considerar como coherentes incluso por fuera de la teología cristiana. Los cuáqueros no siempre han tenido el mismo sistema de valores, aunque los referidos valores que aquí se citan, les guiaron durante casi toda su historia.
La lista de estos testimonios, así como otros aspectos de la teología cuáquera, están en evolución constante. Los testimonios más conocidos y usados son : Paz, Verdad, Igualdad, y Simplicidad. Otros testimonios incluyen : Justicia, Unidad, Comunidad, Compasión, y también Stewardship (que podría traducirse como « gestión responsable »).

## Paz

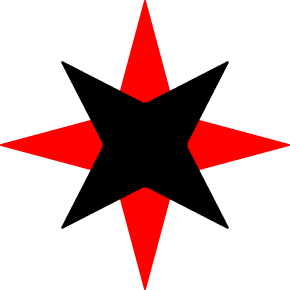
Estrella roja y negra, símbolo de la Asistencia cuáquera.

El testimonio de paz, también conocido como testimonio contra la guerra, expresa la posición habitual de los miembros de la Sociedad Religiosa de los Amigos contra la participación en todo tipo de guerra. En relación a este asunto, lo fundamental para los cuáqueros es el respeto a la vida y a esa « luz interior » donde se manifiesta « Dios » (el divino) en cada ser humano.
Este testimonio es expresado de manera ejemplar en la declaración de la "Sociedad de Amigos" hecha por el rey Carlos II en 1661.

Traducción al español de la "Declaración de la Sociedad de Amigos" : Rechazamos en forma absoluta todas las guerras y luchas exteriores, así como todo combate armado, cualesquiera sean los objetivos y pretextos ; tal es nuestro testimonio frente al mundo entero. El Espíritu de Cristo que está en nosotros, nos impide variar el sentido de lo que acaba de expresarse, y nos ordena de no señalar algo como malo para luego proceder a hacerlo. Afirmamos con convicción, y proclamamos frente al mundo todo, que el Espíritu de Cristo que siempre nos conduce a la verdad, jamás permitirá que combatamos o que estimulemos a alguna otra persona a hacerlo o a tan siquiera empuñar armas, ni invocando el propio Reino de Cristo, ni invocando cualquier otro poder terrenal.

Los cuáqueros son numerosos entre los que invocan objeciones de conciencia frente al servicio militar o frente a cualquier conflicto armado, pues se manifiestan como defensores a ultranza de la no violencia. Durante la Guerra de Independencia de Estados Unidos, numerosos cuáqueros fueron expulsados de sus grupos por haber participado en acciones militares. Se trabajó y se trabaja aún en leyes relativas a reconocer el derecho a las objeciones de conciencia en cada uno de los países dotados de fuerzas armadas. E incluso hoy día, ciertos cuáqueros rehúsan pagar la parte de sus impuestos que contribuyen al esfuerzo militar de sus respectivos países. Además, numerosos son quienes adhieren a organizaciones no gubernamentales que se orientan a la desmilitarización de la sociedad.
Este testimonio también se orienta a mitigar los sufrimientos de las víctimas de las guerras de todos los bandos, a través de lo que se conoce como « Asistencia Cuáquera » ((en inglés) Quaker service, (en francés) Secours quaker, (en alemán) Quäkerhilfe). En 1944-1945 por ejemplo, los cuáqueros franceses fueron enrolados en la '3e compagnie médicale' de la 2e division blindée française.
Bajo el ángulo de la prevención, los cuáqueros promueven la búsqueda constante de medios no violentos para la resolución de conflictos, apoyándose en instituciones y mecanismos legales, como por ejemplo la Unión Europea y las Naciones Unidas. El Consejo Cuáquero para los Asuntos Europeos (CCEA) con sede en Bruselas, y la Oficina Cuáquera frente a Naciones Unidas (OCNU) sita en Ginebra y en Nueva York, por ejemplo, defienden los puntos de vista de los cuáqueros en el propio corazón de los centros de poder, donde precisamente son tomadas importantes decisiones políticas, económicas, y militares, a nivel mundial.
A lo expresado, debe agregarse el trabajo en pro de la paz y de la justicia social y de la aplicación de técnicas no violentas, a nivel individual y a nivel grupal ; léase el artículo: Mediación (Derecho).
La Sociedad Religiosa de los Amigos es considerada, a raíz de este testimonio, como una de las Iglesias tradicionalmente pacifistas.